# Airfix

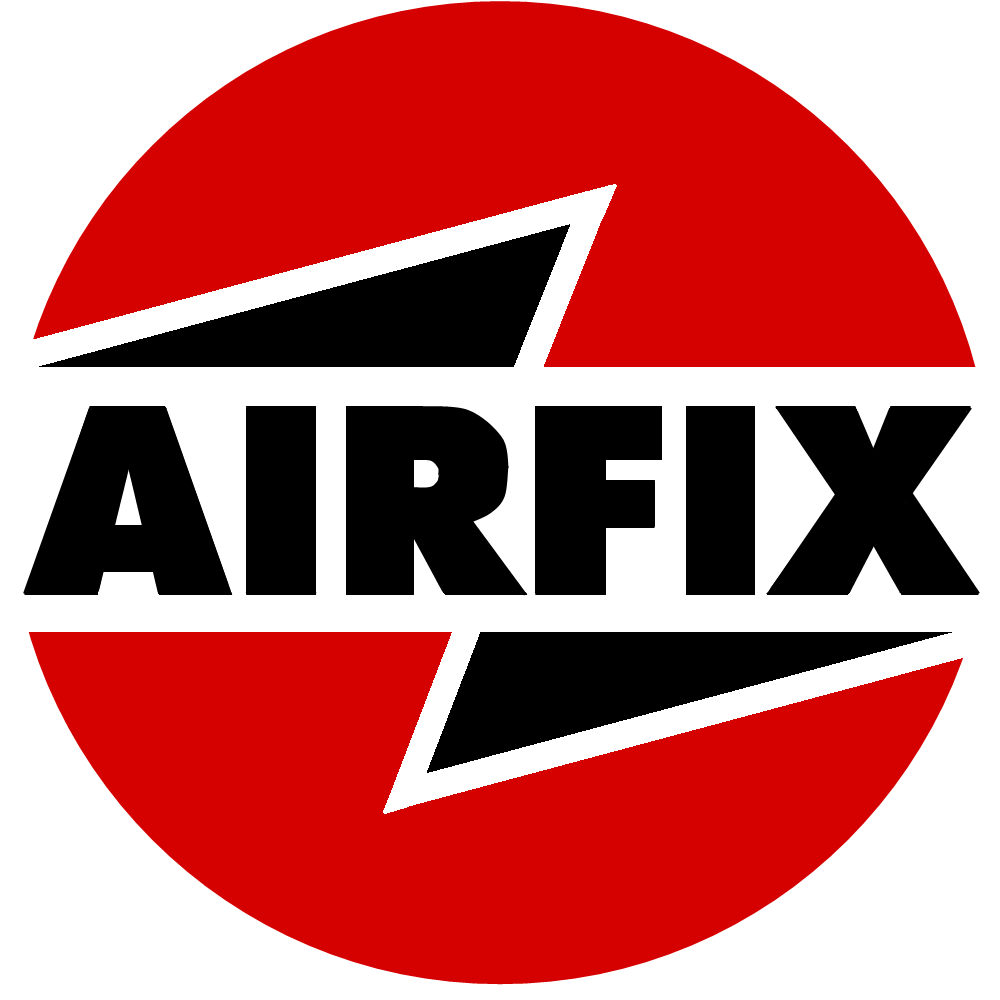
Logo von Airfix

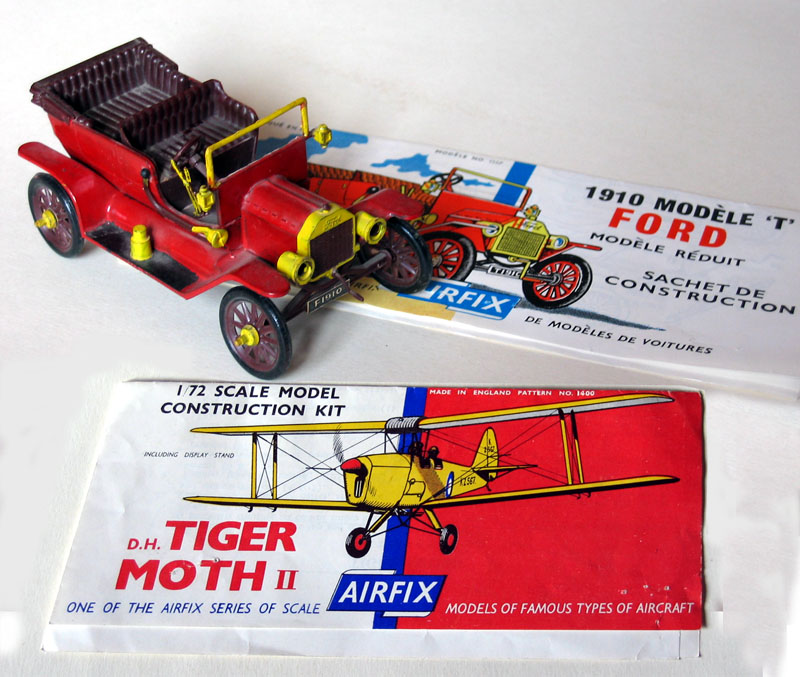
Airfix-Modelle

Airfix ist ein britischer Spielzeughersteller, besonders von Modellbausätzen aus Kunststoff. Die Marke gehört seit 2006 zu Hornby Railways.

## Firmengeschichte
Airfix wurde 1939 von Nicholas Kove gegründet, einem ungarischen Flüchtling. Zunächst wurden Kunststoffspielzeuge im Extrusionsblasverfahren hergestellt. Bei diesem Verfahren werden Teile mit Luft gefüllt, die Luft wird also sozusagen im Teil befestigt (englisch to fix). Kove war außerdem davon überzeugt, dass ein Name günstig sei, durch den die Firma in jeder Liste im vorderen Teil erscheine. Deshalb wurde der Name Airfix gewählt.
Nach Ende des Zweiten Weltkriegs war Airfix eine der ersten Firmen, die (zur Produktion von Plastikkämmen) das neue Spritzgussverfahren einsetzte. In den späten 1940er Jahren fragte Harry Ferguson von Harry Ferguson Limited an, ob Airfix ein Modell eines seiner Traktoren produzieren könne, das für den Vertrieb benötigt wurde. Da es Probleme mit der Gussform gab, wurde das Modell in Einzelteilen produziert, die dann von Arbeitern zum fertigen Modell zusammengebaut wurden. Das Modell erwies sich als sehr populär, und Airfix erhielt von Ferguson die Erlaubnis, es unter dem eigenen Firmennamen zu vertreiben. Um den Verkaufspreis senken zu können, wurden die Modelle schließlich mit Bauanleitung zum Selberbauen verkauft.
Ab 1952 wurden Airfix-Modelle über die Kaufhauskette Woolworth vertrieben und eroberten so den Massenmarkt. Da Airfix in Großbritannien der erste Anbieter von Modellbausätzen aus Kunststoff war, ist der Markenname dort als allgemeiner Begriff für solche Modelle in die Sprache eingegangen.
In den 1960er und beginnenden 1970er Jahren wuchs Airfix, da die Beliebtheit von Plastikmodellen immer mehr zunahm. Die Produktpalette umfasste vor allem Bausätze, teils auch Fertigmodelle von Flugzeugen, Schiffen, Fahrzeugen, Figuren, Modelleisenbahnen samt Zubehör, insbesondere einem Sortiment von Modellbaufarben.
Der Vertrieb in Westdeutschland lief über die Plasty Spielzeug GmbH in Neulußheim, die 1980 ganz von Airfix übernommen wurde. Damit kamen auch Zinngießformen sowie Wildwest- und Ritter-Figuren in das Airfix-Programm.
Ende der 1970er und in den 1980er Jahren brach der Modellmarkt stark ein, was auf unterschiedliche Gründe zurückgeführt wird. Kunststoff wurde durch die gestiegenen Ölpreise teurer, zusammengebaute Modelle wurden vergleichsweise preiswerter, und durch den Pillenknick war der Kundenkreis kleiner geworden. Da die anderen Sparten von Airfix große Verluste machten, musste die Firma 1981 Insolvenz anmelden. Airfix wurde von General Mills aufgekauft, die Produktion nach Calais in Frankreich verlagert. Das Figuren- und Formenprogramm der deutschen Tochtergesellschaft, die 1981 gleichfalls in Konkurs fiel, wurde eingestellt.
Nachdem General Mills 1985 die Spielzeugproduktion in Europa aufgegeben hatte, wurde Airfix 1986 an die Hobby Products Group von Borden verkauft, zu der auch schon die französische Marke Heller und die britische Humbrol gehörten. Die Werkzeuge von Airfix wurden nach Trun im Département Orne verlagert, an den Firmensitz von Heller.
Im Jahr 1995 verkaufte Borden die Hobby Products Group einschließlich Airfix an die irische Holding Allen McGuire, die diese unter dem Namen Humbrol weiterführte. Über die Firmengruppe Heller-Humbrol wurde 2006 in Frankreich ein Insolvenzverfahren eröffnet. Die Marken Humbrol und Airfix wurden von dem britischen Spielwarenkonzern Hornby Hobbies gekauft, der unter der Leitung des ehemaligen Airfix-Chefs Frank Martin steht. Seitdem wurde Airfix wieder systematisch aufgebaut. Ein Großteil des alten Programms ist wieder lieferbar, daneben gibt es wieder regelmäßig echte Neuheiten.

### Modelleisenbahn
Airfix führte 1957 erstmals Modelleisenbahn-Artikel in sein Baukastenprogramm ein. In den 1970er Jahren entwickelte sich daraus ein umfangreiches Sortiment, das nicht nur Zubehör, sondern auch Lokomotiven und Waggons umfasste.
Mitte der 1970er Jahre stagnierte in Großbritannien bei den Modelleisenbahnen der Markt für fertige Fahrzeuge, weil bei einem Großteil des angebotenen Rollmaterials die von den Modellbauern geforderte Detail- und Maßgenauigkeit fehlte. Airfix erkannte diese Marktlücke und beschloss, eine Serie von Fertigmodellen anzubieten, die die Vorteile der modernen Spritzgusstechnologie nutzt und der kostengünstigen Fertigung in Fernost nutzen sollte. Die neuen Produkte wurden erstmals an der Spielwarenmesse Harrogate und Brighton im Januar 1976 vorgestellt.
Im Jahr 1979 wurde für die Fertigmodelle die Bezeichnung Airfix GMR eingeführt, wobei GMR für Great Model Railways steht. Die neue Bezeichnung wurde eingeführt, um die Fertigmodelle besser von den Bausätzen zu unterscheiden. Die zuvor hellblaue Verpackung der Fertigmodelle wurde durch eine braune Verpackung mit orangefarbenen Verzierungen und dem neue GMR-Logo ersetzt.

## Produkte
Airfix verkauft weiterhin Modellbausätze für Schiffe, Flugzeuge, Panzer und anderes, aber auch Dioramen-Themensätze zu beliebten Figuren wie Wallace & Gromit und Doctor Who.

## Computerspiel
Im Jahr 2000 erschien das Computerspiel „Airfix Dogfighter“, in dem der Spieler sein Flugzeug im heimischen Wohnzimmer gegen diverse klassische Airfix-Modelle von Flugzeugen, Panzern und Kriegsschiffen antreten lassen musste. Der Titel ist Reminiszenz an die Dogfight-Serie von Airfix, in der je zwei Flugzeugbausätze des Zweiten Weltkriegs (z. B. Messerschmitt Me 262 und Mosquito) zusammen angeboten wurden. Dem Bausatz war ein Doppelständer beigefügt, auf dem die Modelle so montiert werden konnten, dass sie den Eindruck eines Luftzweikampfes (engl. umgangssprachlich dogfight) erweckten.